# Owens (Familienname)
Owens ist ein ursprünglich patronymisch gebildeter englischer Familienname irischer Herkunft mit der Bedeutung „Abkömmling des Owen“ (bzw. ir. „Abkömmling des Eoghan“).

## Namensträger

### A
- A. L. Owens (A. L. "Doodle" Owens; 1930–1999), US-amerikanischer Musiker
- Alexandrea Owens (* 1988), US-amerikanische Schauspielerin
- Alvis Edgar Owens (1929–2006), US-amerikanischer Musiker, siehe Buck Owens
- Andre Owens (* 1980), US-amerikanischer Basketballspieler
- Andrew Owens (* vor 2000), US-amerikanischer Opernsänger (Tenor)
- Ayden Owens-Delerme (* 2000), puerto-ricanischer Zehnkämpfer

### B
- Barbara Owens (1934–2008), US-amerikanische Schriftstellerin
- Barbro Owens-Kirkpatrick (* 1946), US-amerikanische Diplomatin
- Bill Owens (Fotograf) (* 1938), US-amerikanischer Fotograf und Brauer
- Bill Owens (Politiker, 1949) (* 1949), US-amerikanischer Politiker (New York, Demokratische Partei)
- Bill Owens (Politiker, 1950) (* 1950), US-amerikanischer Politiker (Colorado, Republikanische Partei)
- Bill Owens (Journalist), US-amerikanischer Journalist und Executive Producer
- Bonnie Owens (1929–2006), US-amerikanische Country-Sängerin
- Buck Owens (1929–2006), US-amerikanischer Countrysänger
- Burgess Owens (* 1951), US-amerikanischer Politiker und American-Football-Spieler

### C
- Cade Owens, US-amerikanischer Schauspieler
- Candace Owens (* 1989), US-amerikanische Aktivistin und Kommentatorin
- Carol Owens (* 1971), neuseeländische Squashspielerin
- Chandler David Owens (1931–2011), US-amerikanischer Geistlicher, Bischof der Church of God in Christ
- Charles Owens (Golfspieler) (* 1930), US-amerikanischer Golfspieler
- Charles Owens (Saxophonist, 1939), US-amerikanischer Saxophonist
- Charles Owens (Saxophonist, 1972), US-amerikanischer Saxophonist
- Charles Owens (Tennisspieler) (* 1950), US-amerikanischer Tennisspieler
- Charlie Owens (Tennisspieler) (Charles Owens; * 1950), US-amerikanischer Tennisspieler
- Charlie Owens (Fußballspieler) (* 1997), nordirischer Fußballspieler
- Chris Owens (* 1961), kanadischer Schauspieler
- Cotton Owens (1924–2012), US-amerikanischer Rennfahrer
- Craig Owens (* 1984), US-amerikanischer Rockmusiker

### D
- Delia Owens (* um 1949), US-amerikanische Schriftstellerin und Zoologin

### E
- Edna Anderson-Owens (1938–2015), US-amerikanische Musikmanagerin
- Edward Owens, US-amerikanischer Filmemacher
- Edwin Owens (1942–2006), US-amerikanischer Schauspieler
- Endea Owens (* 1988), US-amerikanische Jazzmusikerin
- Eric Owens (Sänger) (* 1970), US-amerikanischer Opern- und Konzertsänger (Bassbariton)
- Eric Owens (Baseballspieler) (* 1971), US-amerikanischer Baseballspieler
- Eric Owens (Tischtennisspieler), US-amerikanischer Tischtennisspieler

### F
- Florence Owens Thompson (1903–1983), US-amerikanische Wanderarbeiterin in der Weltwirtschaftskrise 1936
- Frank Owens (1933–2023), US-amerikanischer Pianist

### G
- Gareth Alun Owens (* 1964), britisch-griechischer Altphilologe, Klassischer Archäologe und Mykenologe
- Gary Owens (Sprecher) (1934–2015), US-amerikanischer Rundfunksprecher
- Gary Owens (Baseballspieler) (* 1986), US-amerikanischer Basketballspieler
- Geoffrey Owens (* 1961), US-amerikanischer Schauspieler
- George Welshman Owens (1786–1856), US-amerikanischer Politiker
- Graeme Owens (* 1988), englischer Fußballspieler
- Greg Owens (* 1981), australischer Fußballspieler

### H
- Harry Owens (1902–1986), US-amerikanischer Komponist
- Helen Brewster Owens (1881–1968), US-amerikanische Mathematikerin, Hochschullehrerin und Frauenrechtlerin

### I
- Iris Owens (1929–2008), US-amerikanische Schriftstellerin
- Isaiah Owens († 2014), US-amerikanischer Keyboarder

### J
- Jack Owens (Bluesmusiker) (1904–1997), US-amerikanischer Bluesmusiker
- Jack Owens (Singer-Songwriter) (1912–1982), US-amerikanischer Singer-Songwriter
- Jack Owens (Rugbyspieler) (* 1994), englischer Rugbyspieler
- James Owens (Leichtathlet) (* 1955), US-amerikanischer Hürdenläufer und Footballspieler
- James Byeram Owens (1816–1889), US-amerikanischer Politiker
- James W. Owens (1838–1900), US-amerikanischer Politiker
- Jay Owens (Musiker) (1947–2005), US-amerikanischer Bluesmusiker
- Jay Owens (Autorin), britische Autorin
- Jenny Owens (* 1978), australische Freestyle-Skierin und Skirennläuferin
- Jerry Owens (* 1981), US-amerikanischer Baseballspieler
- Jesse Owens (1913–1980), US-amerikanischer Leichtathlet
- Jimmy Owens (* 1943), US-amerikanischer Jazz-Trompeter
- Joan Murrell Owens (1933–2011), US-amerikanische Meeresbiologin
- Jonathan Owens (* 1995), American-Football-Spieler
- Jordan Owens (Eishockeyspieler) (* 1986), kanadischer Eishockeyspieler
- Jordan Owens (Fußballspieler) (* 1989), nordirischer Fußballspieler
- Julie Owens (* 1958), australische Politikerin

### K
- Kai Owens (* 2004), US-amerikanische Freestyle-Skierin
- Ken Owens (* 1987), walisischer Rugby-Union-Spieler
- Kelly Lee Owens (* 1988), britische Dance- und Electronic-Musikerin
- Kenny Owens, US-amerikanischer Musiker
- Kevin Owens (* 1984), kanadischer Wrestler

### L
- Lee Owens (* 1986), englischer Fußballspieler

### M
- Major Owens (1936–2013), US-amerikanischer Politiker
- Marie Owens (1853–1927), US-amerikanische Polizistin
- Michael Owens, VFX Supervisor
- Michael Joseph Owens (1859–1923), US-amerikanischer Erfinder und Ingenieur
- Montell Owens (* 1984), US-amerikanischer American-Football-Spieler

### N
- Nigel Owens (* 1971), walisischer Rugby-Union-Schiedsrichter

### P
- Pat Owens (* 1941), US-amerikanische Politikerin
- Patricia Owens (1925–2000), US-amerikanische Schauspielerin
- Patrick M. Owens, US-amerikanischer klassischer Philologe, Neolatinist und Lexikograf

### R
- R. C. Owens (1934–2012), US-amerikanischer Football-Spieler
- Richie Owens († 2015), US-amerikanischer Schlagzeuger
- Rick Owens (* 1961), US-amerikanischer Modedesigner
- Ryan Owens (* 1995), britischer Bahnradsportler

### S
- Shirley Owens (* 1941), US-amerikanische Sängerin
- Simone Biles Owens (* 1997), US-amerikanische Turnerin, siehe Simone Biles
- Solomon J. E. Owens (* 1950), gambischer Politiker

### T
- Terrell Owens (* 1973), US-amerikanischer Footballspieler
- Terry Winter Owens (1941–2007), US-amerikanische Komponistin und Pianistin
- Thomas L. Owens (1897–1948), US-amerikanischer Politiker
- Tim Ripper Owens (* 1967), US-amerikanischer Metal-Sänger

### U
- Ulysses Owens (* 1982), US-amerikanischer Jazzmusiker und Hochschullehrer

### W
- Wayne Owens (1937–2002), US-amerikanischer Politiker
- William A. Owens (* 1940), US-amerikanischer Admiral
- William C. Owens (1849–1925), US-amerikanischer Politiker